# 34415 Racheldragos
34415 Racheldragos este o planetă minoră (asteroid) din centura de asteroizi. A fost descoperită pe 6 septembrie 2000 la Experimental Test Site⁠(d) de Lincoln Near-Earth Asteroid Research. 
Obiectul prezintă o orbită caracterizată de o semiaxă mare de 2,7488361 UAi, o excentricitate de 0,04, o înclinație de 6,79702 ° în raport cu ecliptica.